# (9958) 1991 VL1
A (9958) 1991 VL1 a Naprendszer kisbolygóövében található aszteroida. Ueda Szeidzsi és Kaneda Hirosi fedezte fel 1991. november 4-én.